# August Forstner
August Forstner (29. července 1876 Vídeň – 14. února 1941 Wolfpassing) byl rakouský sociálně demokratický politik, na počátku 20. století poslanec Říšské rady, v meziválečném období poslanec rakouské Národní rady.

## Biografie
Pocházel ze starousedlé vídeňské rodiny. Jeho otec byl drožkařem. August vychodil národní a měšťanskou školu. Původně pracoval rovněž jako kočí. Později se angažoval v Sociálně demokratické straně Rakouska a odborovém hnutí. Byl předsedou nezávislého odborového svazu. V roce 1898 založil Svaz kočí a pomocných dělníků. V této době také redigoval profesní list Die Peitsche. V roce 1903 se stal tajemníkem Všeobecné dělnické nemocniční pokladny. V letech 1905–1924 byl tajemníkem Nemocniční pokladny svazu velko- a malopovozníků. V letech 1918–1923 ve Vídeňské obecní radě a v letech 1918–1919 byl poslancem Dolnorakouského zemského sněmu. Zasedal v předsednictvu vídeňské organizace sociální demokracie.
Na počátku 20. století se zapojil i do celostátní politiky. Ve volbách do Říšské rady roku 1907, konaných poprvé podle všeobecného a rovného volebního práva, získal mandát v Říšské radě (celostátní zákonodárný sbor) za obvod Dolní Rakousy 25. Usedl do poslanecké frakce Klub německých sociálních demokratů. Mandát obhájil za týž obvod i ve volbách do Říšské rady roku 1911. Ve vídeňském parlamentu setrval až do zániku monarchie.Profesně byl k roku 1911 uváděn jako tajemník nemocniční pokladny.
Po válce zasedal v letech 1918–1919 jako poslanec Provizorního národního shromáždění Německého Rakouska (Provisorische Nationalversammlung), následně od 4. března 1919 do 9. listopadu 1920 jako poslanec Ústavodárného národního shromáždění Rakouska a pak byl od 10. listopadu 1920 do 1. října 1930 a znovu od 2. prosince 1930 do 17. února 1934 poslancem rakouské Národní rady, stále za rakouskou sociálně demokratickou stranu.